# Nantelme (abbé de Saint-Maurice)
Pour les articles homonymes, voir Nantelme.
Ne doit pas être confondu avec Nantelme (évêque de Genève).
Nantelme, mort le 30 octobre 1259, est un prélat catholique du XIIIe siècle, qui fut abbé de Saint-Maurice.

## Biographie
Nantelme semble être chanoine d'Abondance et prieur de Notre-Dame de Vions, en Chautagne, dépendant d'Abondance, avant l'année 1224.

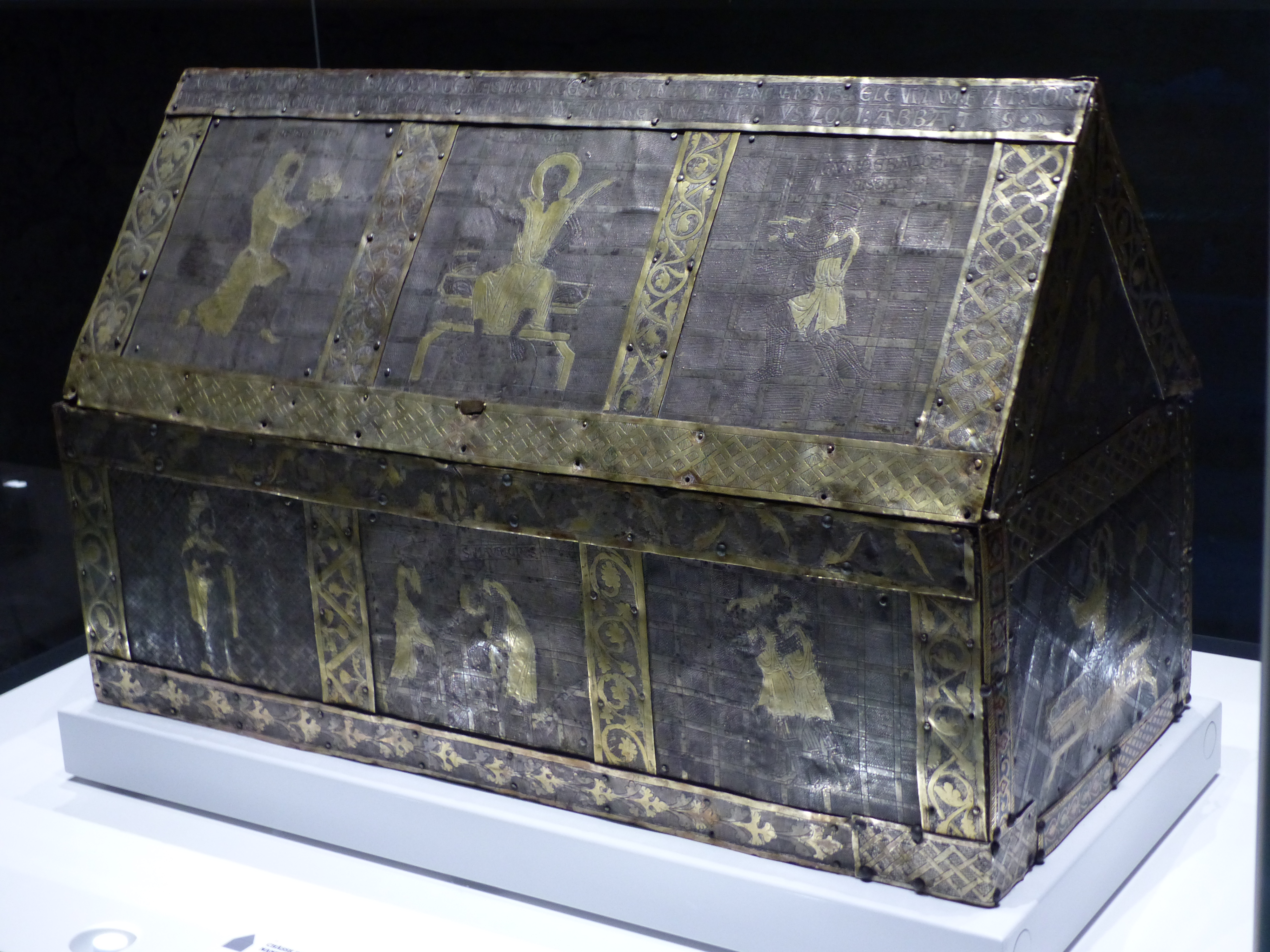
Châsse dite de Nantelme (1225).

En 1224, il devient abbé de Saint-Maurice,.
L'année suivante, il fait relever le corps de saint Maurice de la crypte et il le fait transférer dans une châsse. Cette chasse comporte la date de son achèvement le 26 octobre 1225. Il est à l'origine de plusieurs promulgations afin de réorganiser les finances de l'abbaye entre 1128 et 1245. Il se lance dans une « politique de concession de reliques »
Il fait partie de l'un des premiers abbés à être autorisé à porter la crosse et la mitre par le Saint-Siège.
Nantelme meurt le 30 octobre 1259.